# Xã Cass, Quận Jones, Iowa
Xã Cass (tiếng Anh: Cass Township) là một xã thuộc quận Jones, tiểu bang Iowa, Hoa Kỳ. Năm 2010, dân số của xã này là 660 người.